# Хелховский, Фортунат Казимирович
Фортунат Казимирович Хелховский (пол. Fortunat Ignacy Chełchowski, в некоторых источниках ошибочно Хельковский; 22 мая 1854, имение Фортуна, Витебская губерния — 23 апреля 1933, Люблин) — российский и польский ветеринар.
Окончил с отличием Дерптский университет (1879). В 1883—1891 гг. работал в Болгарии: сперва как ветеринарный врач Тырновского военного округа, в 1885—1886 гг. ветеринарный врач конно-гвардейского полка в Софии, а после этого одновременно главный ветеринарный врач Софии и главный ветеринарный врач Болгарской армии. Считается одним из создателей болгарской ветеринарии, автор первых пособий по анатомии и физиологии животных на болгарском языке, а также справочника «Краткая практическая ветеринарная ботаника» (болг. Кратка практическа ветеринарна ботаника; 1890).
В дальнейшем возглавлял конный завод в имении графов Потоцких Антонины. Занимался проблемами искусственного осеменения лошадей, основной труд по этому вопросу — книга «Бесплодие лошади, его причины и лечение» (нем. Die Sterilität des Pferdes, ihre Ursachen und Behandlung; 1894, в том же году опубликован русский перевод).
Удостоен болгарского ордена «Святой Александр» V степени (1891).